# Ravi Varmâ
Pour les articles homonymes, voir Varma (homonymie).
Ravi Varmâ (Kilimanoor, Kerala, en Inde, 29 avril 1848 - Kilimanoor, 2 octobre 1906) est un peintre indien qui a obtenu une certaine notoriété en particulier en illustrant des scènes des épopées du Mahabharata et du Ramayana.

## Biographie
Ravi Varmâ naît dans le palais royal de Kilimanoor, à une quarantaine de kilomètres de Thiruvananthapuram (Trivandrum), la capitale du Kerala. Ravi Varmâ fait preuve d'un certain talent dès son plus jeune âge. À 14 ans, il est remarqué par le mahârâja Ayilyam Thirunal de Travancore et il reçoit l'enseignement du peintre du palais, Râma Svâmî Nâidû, puis celui du peintre britannique Theodor Jenson, venu à Travancore en 1868 à l'invitation du mahârâja, qui lui enseigne la peinture à l'huile. Ravi Varmâ est fasciné par la puissance et l'expression de la peinture occidentale.

### Carrière

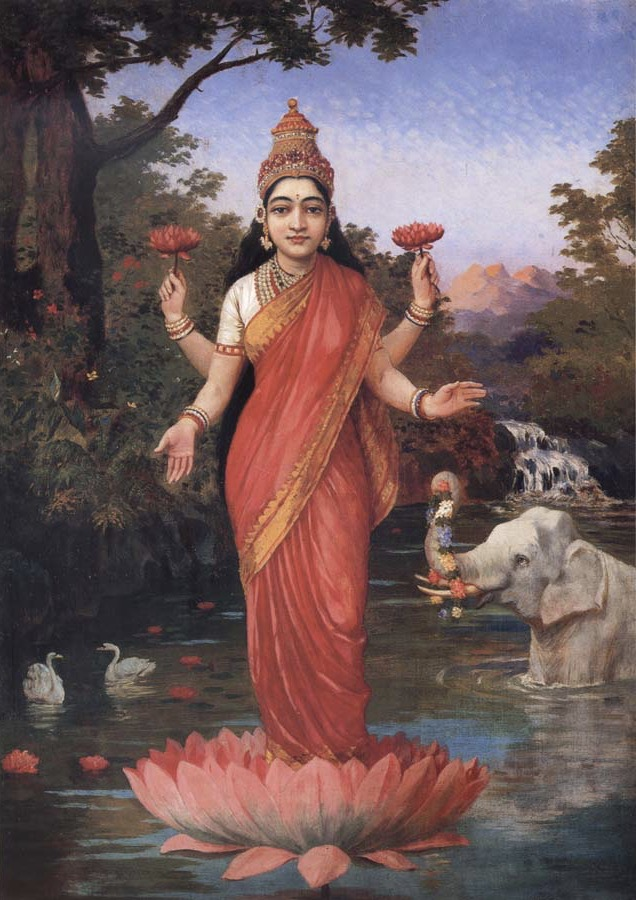
Ravi Varma : La déesse Lakshmî

Ravi Varmâ connaît une certaine notoriété en 1873, année où il remporte le premier prix lors d'une exposition à Madras et où ses œuvres sont présentées à Vienne. L'année suivante, il remporte à nouveau la médaille d'or de l'exposition de Madras. En 1880, il gagne le grand prix, la médaille d'or Gâekwâr dans une exposition à Poona, puis son succès dépasse les frontières de l'Inde et en 1892, il expose à Chicago.
Il est alors invité par les râja de Mysore et de Baroda pour faire leur portrait, et c'est dans cette dernière principauté que le régent Madhav Râo lui souffle l'idée d'utiliser l'imprimerie pour diffuser son œuvre et toucher les plus pauvres. Il installe alors un atelier de chromolithographie à Bombay.
Il voyage dans toute l'Inde à la recherche de sujets pour ses peintures. Il représente souvent les déesses hindoues sous les traits de femmes de l'Inde du Sud, qui correspondent à son idéal de beauté. À l'époque où il réside à Bombay, il peint les femmes du Maharashtra sous forme de beautés en sari.
Mais il se fait connaître surtout pour ses peintures illustrant différents épisodes du Mahâbhârata, tels que l'histoire de Dushyanta et Shâkuntalâ ou de Nala et Damayanti. Ces peintures touchent un large public, au point que les personnages mythologiques tels que Ravi Varmâ les dépeint envahissent l'imaginaire indien. Pendant le dernier quart du XIXe siècle, les reproductions de ses œuvres inondent le pays : on les retrouve accrochées aux murs des moindres demeures villageoises et parfois même vénérées au même titre que les mûrti traditionnelles représentant les divinités. Aussi, au début du XXe siècle, les artistes de la « renaissance du Bengale », en particulier Abanindranath Tagore et Nandalal Bose, critiquent-ils sévèrement le style « occidentalisant » de Ravi Varmâ, qu'ils jugent vulgaire et sentimental, dépourvu de valeur et de signification.
Ravi Varmâ décède du diabète le 2 octobre 1906 dans le palais de Kilimanoor.

### Postérité
Certaines de ses œuvres sont exposées à la Sree Chithra Art Gallery du musée Napier à Thiruvanantapuram.
Il est le sujet du film de 2008 Rang Rasiya de Ketan Mehta avec Randeep Hooda et Nandana Sen.

## Scènes mythologiques et beautés indiennes

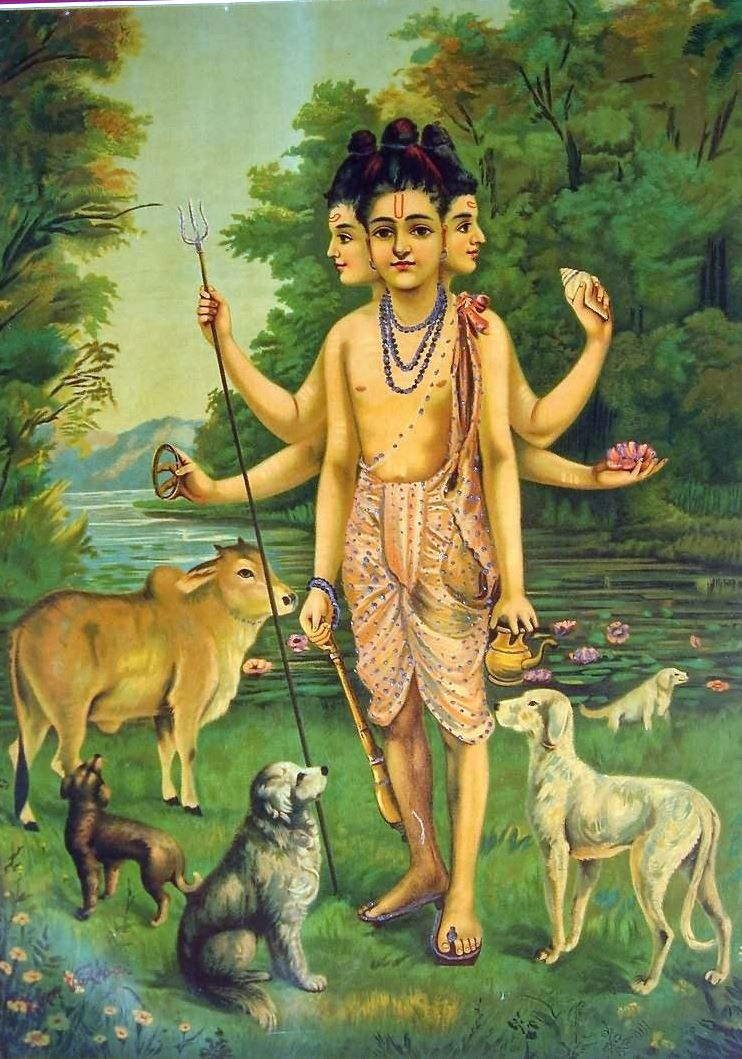
Dattâtreya
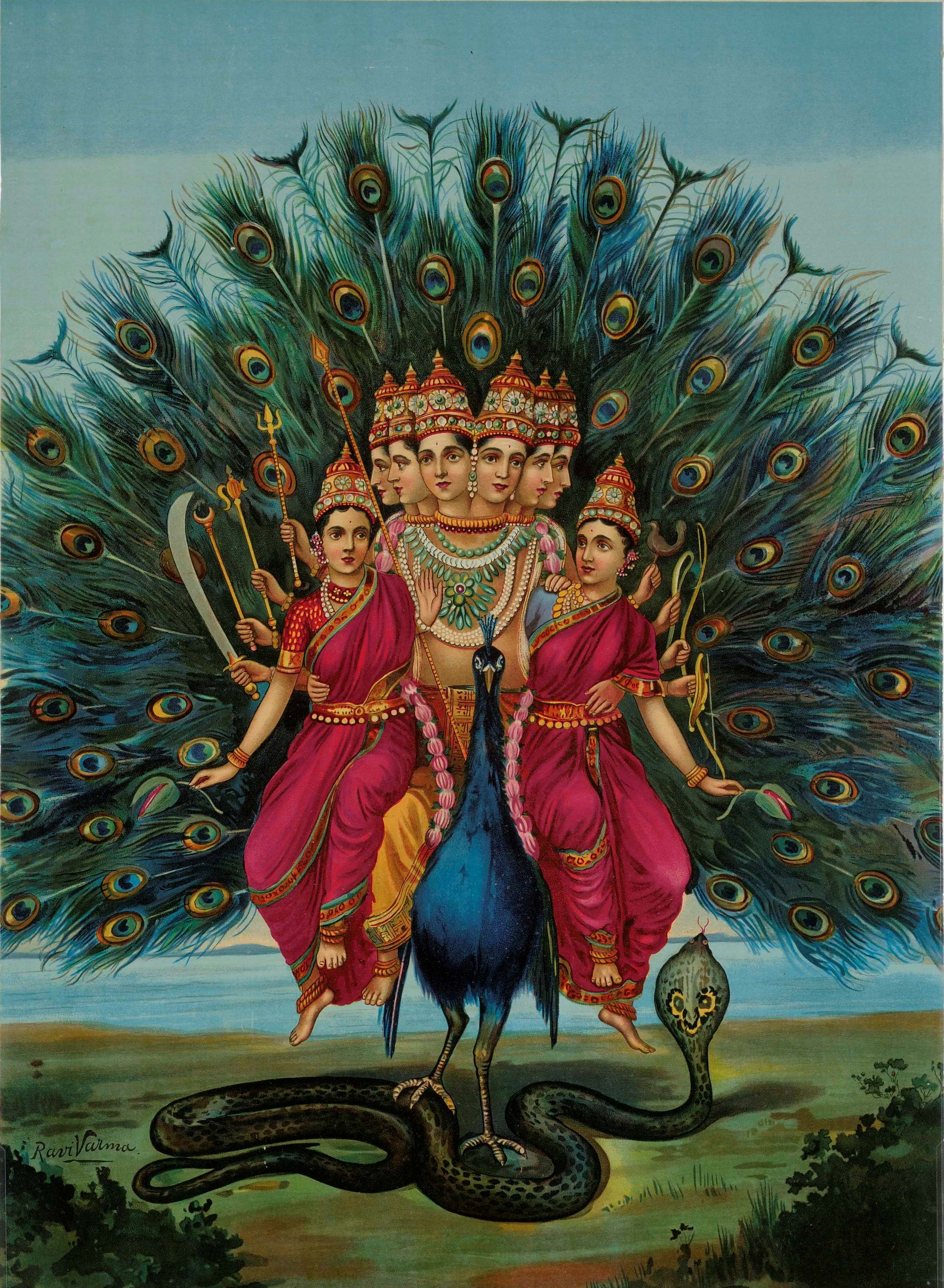
Shri Shanmukha Subramania Swami, représentation du dieu Kârttikeya (Murugan en tamoul)
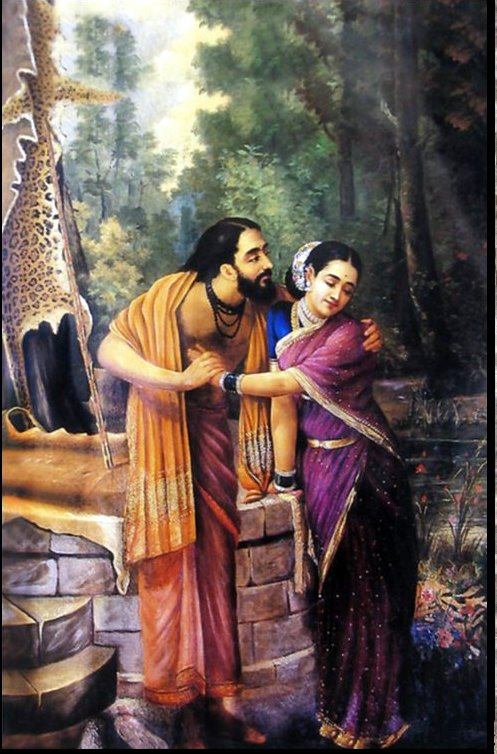
Arjuna et Subhadrâ
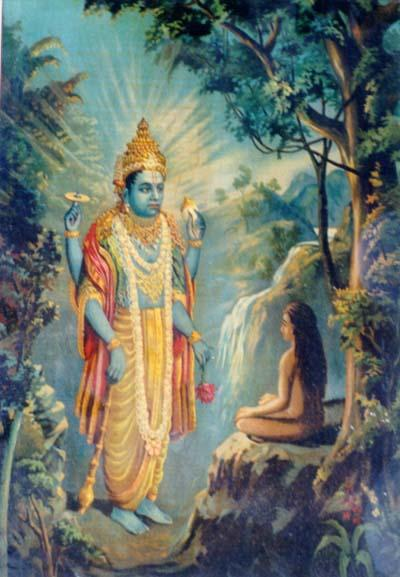
Apparition de Vichnou devant Dhruva
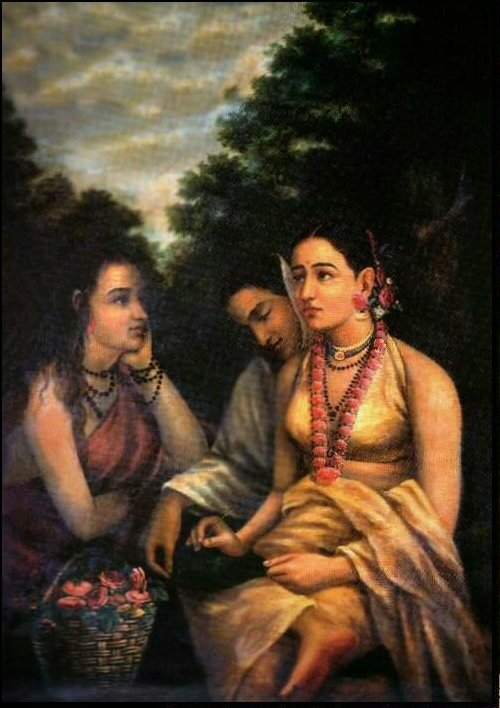
Shakuntalâ
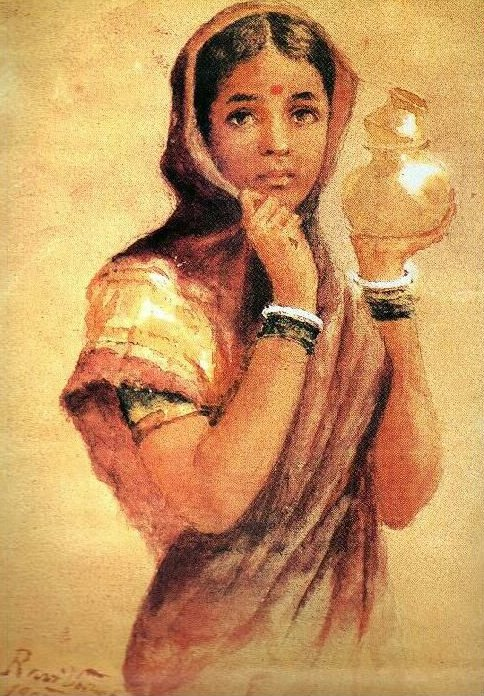
Porteuse de lait
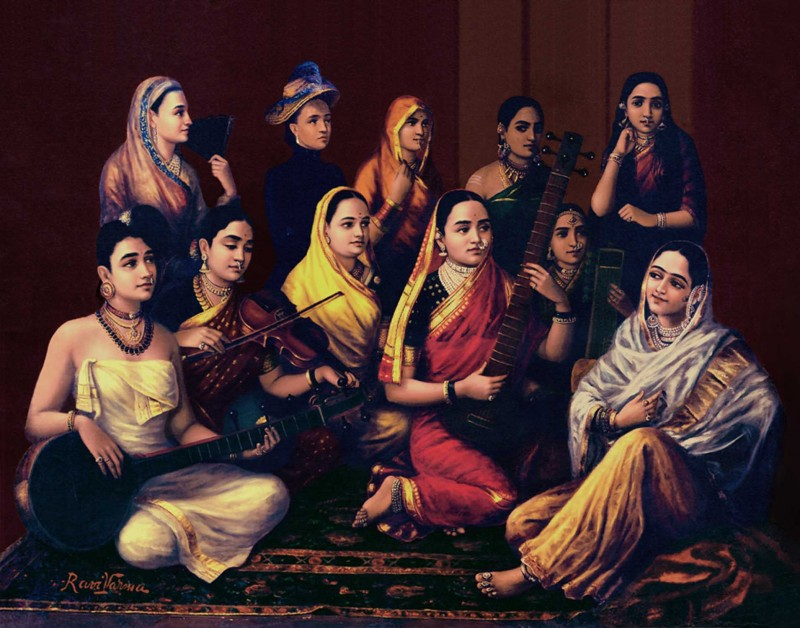
Assemblée musicale
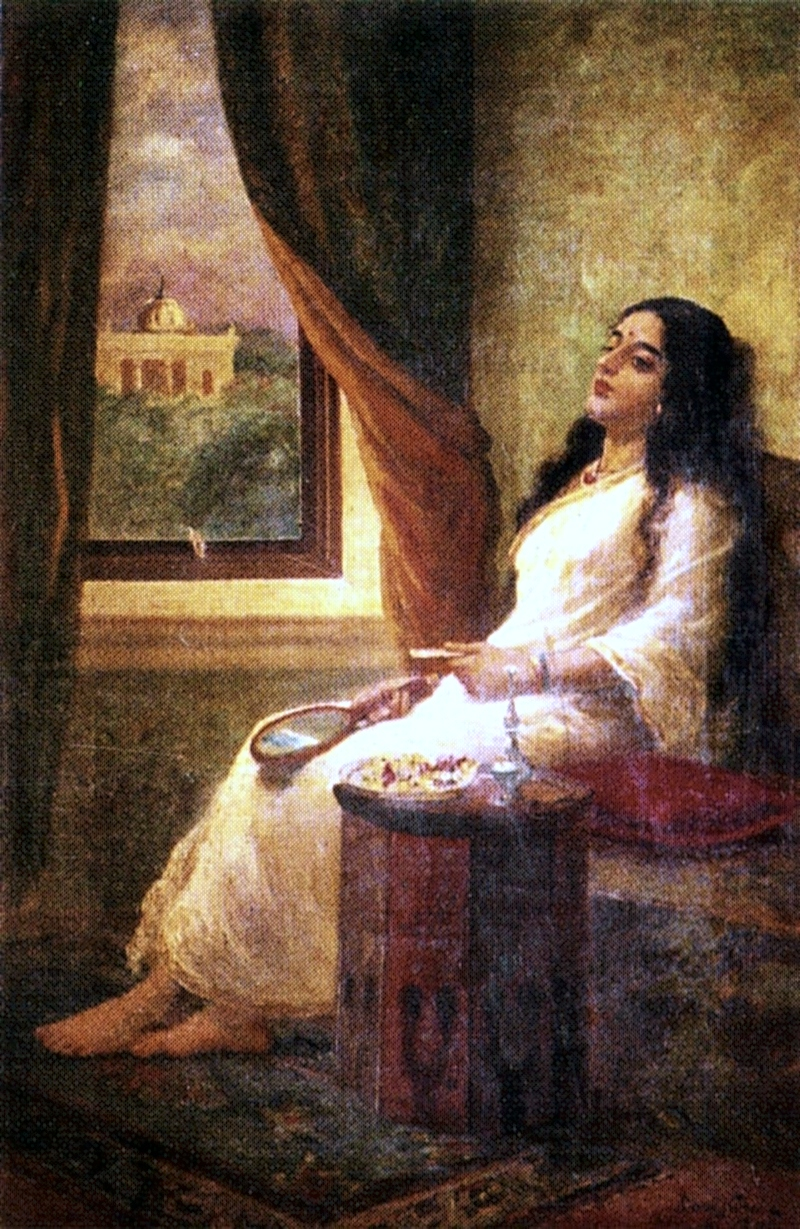
Femme pensive
Vasantika, déesse du printemps, par Ravi Varmâ, vers 1910.